# Winthrop W. Aldrich

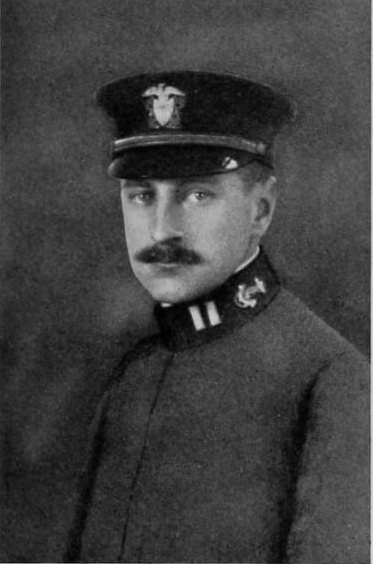
Winthrop W. Aldrich (1917)

Winthrop Williams Aldrich (* 2. November 1885 in Providence, Rhode Island; † 25. Februar 1974 in New York City) war ein US-amerikanischer Bankmanager, Bankier und Diplomat, der unter anderem zwischen 1934 und 1953 Vorstandsvorsitzender der Chase National Bank sowie von 1953 bis 1957 Botschafter der Vereinigten Staaten im Vereinigten Königreich war.

## Leben

### Familie, Studium und Rechtsanwalt
Winthrop Williams Aldrich war ein Sohn des Politikers Nelson W. Aldrich, der Rhode Island für die Republikanische Partei als Mitglied im US-Repräsentantenhauses sowie im US-Senat vertrat, sowie dessen Ehefrau Abby Pierce Chapman. Sein älterer Bruder Richard S. Aldrich war ebenfalls Mitglied im US-Repräsentantenhauses. Seine älteste Schwester Lucy Aldrich war eine Philanthropin und Kunstsammlerin. Seine ältere Schwester Abby Aldrich Rockefeller war die Ehefrau von John D. Rockefeller, Jr. und unter anderem Mutter des späteren US-Vizepräsidenten Nelson Rockefeller sowie des späteren Gouverneurs von Arkansas Winthrop Rockefeller. Er selbst absolvierte nach dem Schulbesuch ein grundständiges Studium an der Harvard University, das er 1907 mit einem Bachelor of Arts (B.A.) beendete. Ein darauf folgendes postgraduales Studium der Rechtswissenschaften an der Harvard University, das er 1910 mit einem Juris Doctor (J.D.) abschloss. 
Nach seiner anwaltlichen Zulassung bei der Bar of the City of New York nahm er 1910 eine Tätigkeit als Rechtsanwalt auf und verfügte auch über eine Zulassung beim Obersten Gerichtshof der Vereinigten Staaten. Nach dem Kriegseintritt der Vereinigten Staaten in den Ersten Weltkrieg am 6. April 1917 begann er seinen Militärdienst und diente bis 1918 in der US Navy. Nach Kriegsende nahm er seine anwaltliche Tätigkeit wieder auf und war zwischen 1929 und 1930 Präsident der New Yorker Anwaltskammer (Bar of the City of New York).

### Bankmanager, Bankier und Botschafter im Vereinigten Königreich

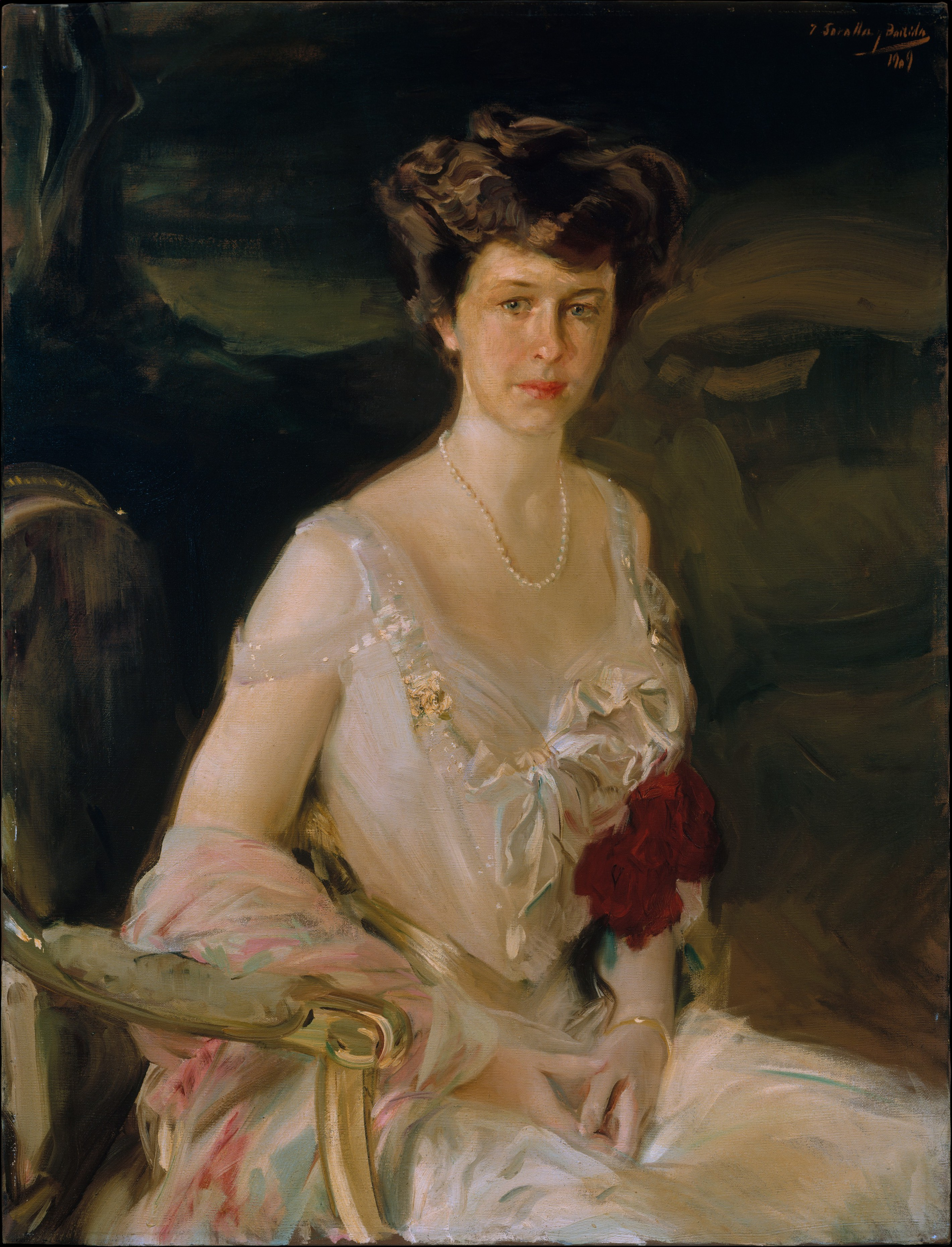
Harriet Crocker Alexander war von 1916 bis 1972 Ehefrau von Winthrop W. Aldrich

Neben seiner anwaltlichen Tätigkeit begann Aldrich Ende der 1920er Jahre seine Tätigkeit als Bankmanager und Bankier. Er war zwischen 1929 und 1930 Präsident der Equitable Trust Company und danach von 1930 bis 1934 Präsident der Chase National Bank, ehe er zwischen 1934 und 1953 Vorstandsvorsitzender der Chase National Bank war. Er engagiere sich zudem in der American Bankers Association (ABA), in der Pilgrims Society sowie als Trustee des United Hospital Fund. Auf seine Initiative ermöglichte der Bundesstaat New York 1946 durch ein Gesetz den Bau eines World Trade Center (WTC). Im selben Jahr wurde Aldrich die Medal for Merit verliehen.
Am 2. Februar 1953 wurde Winthrop Williams Aldrich als Nachfolger von Walter Sherman Gifford zum Botschafter der Vereinigten Staaten im Vereinigten Königreich ernannt und übergab dort am 20. Februar 1953 sein Beglaubigungsschreiben. Er verblieb auf diesem Posten bis zum 1. Februar 1957 und wurde danach von John Hay Whitney abgelöst. Er ferner Mitglied des Council on Foreign Relations.
Aldrich war vom 7. Dezember 1916 bis zu deren Tod 1972 mit Harriet Crocker Alexander verheiratet, eine Enkelin des Eisenbahn-Tycoons Charles Crocker. Aus dieser Ehe gingen die Töchter Mary Aldrich, Harriet Crocker, Lucy Truman und Elizabeth „Liberty“Brewster sowie die Söhne Winthrop Williams Aldrich und Alexander Aldrich hervor. Nach seinem Tode wurde er auf dem Swan Point Cemetery in Providence beigesetzt.

## Veröffentlichungen
- The causes of the present depression and possible remedies, 1933
- Suggestions for improving the banking system. A statement by Winthrop W. Aldrich made before the sub-committee of the United States Senate Committee on banking and currency at Washington, November 29, 1933, 1933
- An appraisal of the Federal social security act. An address, 1936
- Business recovery and government policy. National and international, 1936
- The university as an instrument of social progress. An address on the occasion of the fortieth anniversary and dedicatory exercises of Northeastern University, Boston, Massachusetts on Monday, October 3, 1938, 1938
- The effect of easy money policies on savings, savings institutions, insurance companies, endowed institutions and commercial banks, 1939
- The public debt and the private citizen, 1940
- The objectives of the International Chamber of Commerce, 1945
- International economic policy and the future of business. An address before a luncheon session of the Boston Conference on Distribution, at Boston, Massachusetts, on Monday, October 14, 1946, 1946
- Freedom and economic progress, 1947